# Hiroshi Hayano
Hiroshi Hayano (født 14. november 1955) er en tidligere japansk fodboldspiller og træner.
Han har spillet for flere forskellige klubber i sin karriere, herunder Nissan Motors.
Han har tidligere trænet Yokohama F. Marinos, Gamba Osaka og Kashiwa Reysol.